# Лобач (гора)
Лобач (также местное название Обач, тат. Лабач, местное название тат. Айгыр-тау) — гора, ландшафтный заказник (с 1991 года) в Камско-Устьинском районе Татарстана, на правом берегу реки Волга, напротив места слияния с рекой Кама.

## Физико-географическая характеристика
Гора представляет собой останец высотой 136 м юго-восточнее поселка Камское Устье. В некоторых источниках относится к Богородским горам. Площадь заказника 241 га.
Гора сочетает в себе ландшафтные, исторические и геологические памятники. На крутых обрывах к Волге обнажаются верхнепермские коренные породы, среди которых можно видеть доломиты и известняки, загипсованные доломиты, аргиллиты и мергели. Из 3 км береговой линии, окаймляющей Лобач с востока и севера, более 2 км приходится на оползневые участки. В 1937 году в овраге у горы Лобач обнаружены 2 полных скелета мамонтов. Здесь известно 13 археологических памятников: стоянки древних людей эпохи палеолита и 1 тыс. нашей эры.
Рядом с горой расположен ещё один природный заказник — Антоновские овраги, а также Юрьевская пещера — длиннейшая в Среднем Поволжье и одна из длиннейших (2-я) в Поволжье.

## Флора
На горе произрастают редкие виды растений: козелец пурпуровый, бедренец известколюбивый, горечавка лёгочная, зверобой изящный.

## История
В 1870 в окрестностях горы пишет эскизы к картине «Бурлаки на Волге» Илья Репин.
Во время Гражданской Войны осенью 1918 года на Волге и Каме в районе Лобача происходило сражение, долгое время на горе сохранялась система окопов.
Лобач изображен на флаге Камско-Устьинского района с 2006 года.